# Перница
Перниците представляват вид малки стрелички с дължина 13 – 25 см и дебелина /диаметър/ 10 – 20 мм. Изготвят се от специално дърво наречено „мекиш“. Мекишът е „специфично“ дърво подобно на дряна и се обработва много лесно с нож. Расте като притурка в широколистните, ниско-планински горски масиви. Раличаваме 3 вида перници – обикновена перница, местница и картупъл. Заготовката и за трите вида перници е с указаните вече размери (за картупала се придържат към долната граница на размера). Обикновената перница представлява стреличка с подострена като молив предна част, която е приблизително 2/3 от дължината на заготовката. Задната и част, е плоско оформена с прорез за „уши“, които се извиват леко в противоположни страни и пробита (за захващане с пръчката при „изстрелването“), в мястото където започва плоската част. Местницата се различава от обикновената перница по двата чифта уши в задната си част.Картупалът като правило е по-къс, предната част не е подострена, а оставена цилиндрична, задната част не се различава от обикновената перница. За отстрел на перницата са необходими две дървени пръчки с дължина около един метър. Едната трябва да е по-дебела (около 20 – 25 мм), другата по-тънка (около 8 – 10 мм). Тънката се подостря на върха и там се закрепва перницата. С махово движение (кръстосано) двете пръчки се удрят и перницата отлита. Изстрелването се извършва нощно време (в тъмната част на сумрак) като непосредствено преди изстрелването ушите се запалват за да се трасира летежа. При полета описват въртеливо движение, което се вижда в нощта. Преди изстрелването също се „вричат“ различни желания и ако отлетят надалече желанията се сбъдват. Като правило в един дом се прави една местница – символ на благоденствието на дома, един картупъл – символ на „благоденствието“ на домашните животни в дома и много обикновени перници – колкото желания си пожелаем.